# Эгмонт, Виллем IV
Виллем IV ван Эгмонт (нидерл. Willem IV van Egmont; 26 января 1412 — 19 января 1483, Граве (Северный Брабант) — государственный деятель Бургундских Нидерландов.

## Биография
Сын Яна II ван Эгмонта и Марии ван Аркель.
Владетель Эйсселстейна, полученного в наследство от дяди, Виллема ван Эгмонта, а также Эгмонда, Лердама, Хастрехта и Шундервурда (получены по наследству от отца и в результате обмена с братом Арнольдом ван Эгмонтом).
В 1444 году получил от старшего брата сеньорию Мехелен, но в 1459 году потерял ее в результате спора о наследовании с маршалом Брабанта Яном ван Веземалем, после смерти которого в 1462 году Мехелен достался Карлу Смелому.
Виллем и Арнольд с большой свитой совершили паломничество в Святую Землю, и по пути были торжественно приняты в Риме папой Пием II. Виллем всегда поддерживал старшего брата, ставшего герцогом Гелдерна, в том числе и против его сына Адольфа. Когда тот отстранил своего отца от власти и лишил свободы, Виллем стал главой пробургундской партии. Карл Смелый, отправивший в заключение Адольфа и ставший в 1473 году герцогом Гелдернским, назначил Виллема ван Эгмонта статхаудером Гелдерна.
В начале 1476 года Эгмонта сменил Филипп де Крой, граф де Шиме. После гибели Карла Смелого Эгмонт поддержал Максимилиана Габсбурга и Марию Бургундскую, и в 1480 году снова стал наместником Гелдерна, уже как их представитель.
В мае 1478 на капитуле в Брюгге Виллем ван Эгмонт был принят в рыцари ордена Золотого руна.

## Семья
Жена (22.01.1437): Вальбурга фон Мёрс (1417—1459), госпожа Баера и Латума, дочь Фридриха IV фон Мёрс-Саарвердена, графа фон Мёрс, и Беатрикс Энгельберты фон Клеве
Дети:
- граф Ян III ван Эгмонт (3.04.1438—21.08.1516). Жена (1484): Магдалена фон Верденберг (1464—1538), дочь графа Георга фон Верденберга и Катарины Баденской
- Виллем ван Эгмонт (1440—1494), граф ван Бюрен. Жена: Маргарита ван Кулемборг-Вормер (1445—17.05.1505), дочь Яна ван Кулемборг-Вормера, сеньора ван Боксмер и Самбек, и Анны де Амаль
- Фредерик ван Эгмонт (1440—1521), граф ван Бюрен. Жена: Алейда ван Кулемборг (1420—20.07.1472), дочь Йохана III ван Кулемборга и Адельхейд фон Готтерсвик
- Анна ван Эгмонт. Муж: Бернхард фон Бентхейм
- Изабелла Эгмонт. Муж: Гисберт VII ван Бронкхорст
- Вальпурга ван Эгмонт, монахиня
- Маргарита ван Эгмонт. Муж: барон Ян ван Мероде (ок. 1455—1485)